# Спирала на Улам
Спиралата на Улам, или спирала на простите числа е прост метод за изобразяване на простите числа, които се развиват по спирала. Откритието е било направено от математика Станислав Улам през 1963 г.
Уламовите записи представляват нормална правоъгълна решетка от числа, започвайки в центъра от 1, и излизайки навън. По-долу са показани числата от 1 до 49 разгънати в спирален ред:
След оставянето само на простите числа, получаваме следното:
За изненада на Улам, позициите на останалите числа са с тенденция да се подредят по диагонални линии. Изображението по-долу е спирала на Уламов с размери 200×200, където простите числа са изобразени в черно. Диагоналните линии са ясно видими, и потвърждават модела.
Всички прости числа, с изключение на числото 2, са нечетни числа. Тъй като в спиралата на Улам съседните диагонали са алтернатива на четни и нечетни числа, не е чудно, че всички прости числа се намират в някой от диагоналите на спиралата на Улам. Изумителното е тенденцията на простите числа да лежат на някои диагонали повече от други.
Тестовете са потвърдили, че диагонални линии се получават, дори когато са изобразени много повече числа. Моделът се потвърждава също така и в случаите, в които центърът на спиралата не започва от 1. Това означава, че има наличие на две константи b и c, за които функцията:
{\displaystyle f(n)=4n^{2}+bn+c}
генерира прости числа, за n=1, 2, 3, ….